# 539
| 539                |
| ------------------ |
| Dødsfald - Fødsler |
|                    |

| Gregoriansk kalender | 539 DXXXIX              |
| Ab urbe condita      | 1292                    |
| Armensk kalender     | I/T                     |
| Kinesiske kalender   | 3235 – 3236 戊午 – 己未 |
| Etiopisk kalender    | 531 – 532               |
| Jødisk kalender      | 4299 – 4300             |
| Hindukalendere       |                         |
| - Vikram Samvat      | 594 – 595               |
| - Shaka Samvat       | 461 – 462               |
| - Kali Yuga          | 3640 – 3641             |
| Iransk kalender      | 83 BP – 82 BP           |
| Islamisk kalender    | 86 BH – 85 BH           |

Se også 539 (tal)

## Dødsfald
| År | Spire Denne artikel om et år, årti, århundrede eller årtusinde er en spire som bør udbygges. Du er velkommen til at hjælpe Wikipedia ved at udvide den. |